# Editha Sterba
Editha Sterba (geboren am 8. Mai 1895 in Budapest, Österreich-Ungarn; gestorben am 2. Dezember 1986 in Detroit) war eine österreichisch-US-amerikanische Psychoanalytikerin und Musikwissenschaftlerin.

## Leben
Editha von Radanowicz-Hartmann wurde als Tochter eines österreichisch-ungarischen Obersten geboren. Sie besuchte ein Mädchengymnasium in Prag und danach als einziges Mädchen ein Jungengymnasium in Baden bei Wien. Im Jahre 1915 begann von Radanowicz-Hartmann ein Studium an der Universität Wien in den Fächern Germanistik, Philosophie und Musikwissenschaften und promovierte im Jahre 1921 mit der Arbeit „Das Wiener Lied von 1789–1815“. Ab 1925 war sie in psychoanalytischer Ausbildung und wurde Mitglied der Wiener Psychoanalytischen Vereinigung, ab 1930 als ordentliches Mitglied. Nach der Scheidung ihrer ersten Ehe heiratete sie 1926 den Mediziner und Psychoanalytiker Richard Sterba, mit dem sie eine psychoanalytische Praxis in Wien eröffnete.

„Editha Sterba spezialisierte sich auf die Psychoanalyse von Kindern und stellte ihre Fälle in Anna Freuds Seminar für Kinder-Analyse vor. August Aichhorn betraute sie mit der Führung der psychoanalytischen Beratungsstellen an Wiener Schulen, und 1928 übernahm sie von Flora Kraus die Leitung der Erziehungsberatungsstelle der WPV. Eine 1932 eingerichtete zweite Beratungsstelle wurde gemeinsam von Editha Sterba, August Eichhorn, Anna Freud und Willi Hoffer betreut. Ab 1934 leitete Editha Sterba das Anfängerseminar für Kinderanalyse. Von ihren damals publizierten Fallanalysen fand die erfolgreiche Behandlung eines autistischen Jungen, die 1933 unter dem Titel Ein abnormes Kind erschien, besondere Beachtung.“

Nach dem Anschluss Österreichs 1938 flohen die Sterbas mit ihren beiden Töchtern in die Schweiz, die sie nur unter großen Anstrengungen in Richtung USA verlassen konnten. 1939 durften sie in die Vereinigten Staaten einreisen, wo sie sich nach Aufenthalten in New York und Chicago in Detroit zusammen mit Leo Bartemeier (1895–1982) ein psychoanalytisches Institut aufbauten und eine eigene Praxis betrieben. Im Gegensatz zu den Jahren in Wien behandelte Editha Sterba in ihrer Privatpraxis jetzt hauptsächlich Erwachsene und Jugendliche und entwickelte für den Jewish Familiy Service Methoden zur Behandlung von jungen Holocaustüberlebenden.

„1953 folgte sie einer Einladung als Consultant für den Bereich der Kinderpsychiatrie an die Wayne University. Sie beteiligte sich an zahlreichen Forschungsarbeiten und Projekten wie der Einrichtung des Children’s Service am McGregor Center, der North East Detroit Guidance Clinic und der Gründung der Anna-Maria Roeper City and Country School, einer Ausbildungseinrichtung für Krankenschwestern. Sie arbeitete am Children’s Hospital in Michigan und hatte einen Lehrauftrag am Department of Psychology der University of Michigan. Sie wurde Mitglied der American Psychoanalytic Association, der Association for Child Psychoanalysis und 1955 Mitglied der Michigan Psychoanalytic Association.“

Unter dem Dach der zuvor erwähnten Michigan Psychoanalytic Association existiert der Sterba Fund, der monatliche Stipendium für die Weiterbildung von Psychoanalytikern bereitstellt.
Es gibt keine Hinweise darauf, ob Editha Sterba noch aus ihrer Wiener Zeit heraus Gertrud Bondy kannte, die nach ihrer Emigration seit 1939 zusammen mit ihrem Mann Max Bondy in Vermont die Windsor Mountain School betrieb. In ihren knappen Erinnerungen hieß es aber:

„In den Sommern veranstalteten wir Camps, bei denen die Sterbas aus Detroit, beide sehr bekannte Analytiker, uns halfen, indem sie Kinder schickten und auch sehr zum Camp-Leben beitrugen.“

Die oben schon erwähnte Mitwirkung von Edith Sterba bei der Gründung einer nach der Annemarie Roeper (1918–2012) benannten Schule war ebenfalls ein Resultat der Bekanntschaft mit der Familie Bondy, denn Annemarie Roeper war die älteste Tochter von Gertrud und Max Bondy. Sie hatte die erwähnte Schule zusammen mit ihrem ebenfalls aus Deutschland emigrierten Mann Georg Roeper gegründet und leitete sie auch. Gertrud Bondy bezeichnete diesen 1941/42 durch Vermittlung von Editha Sterba zustande gekommenen Erwerb einer „small nursery school in Detroit“ als erste Tochterschule ihrer eigenen Einrichtung.

## Werke
- 1936: Schule und Erziehungsberatung
- 1936: Zwei Arten der Abwehr
- 1949: Searchlights on delinquency
- Beethoven and his nephew. A Psychoanalytic Study of their Relationship. Patheon, New York 1954
- Ludwig van Beethoven und sein Neffe. Tragödie eines Genies. Eine psychoanalytische Studie. Szczesny, München 1964
- 1972: Unser Familienleben